# Бовшен
Бовшен (на френски: Beauvechain) е селище в Централна Белгия, окръг Нивел на провинция Валонски Брабант. Населението му е около 6500 души (2006).